# تشاه كوتشك لطيف الله (قلعة خواجة)
تشاه كوتشك لطيف الله (بالفارسية: چال کوچک لطف اله) هي منطقة سكنية تقع في إيران في قسم قلعة خواجة الريفي. يقدر عدد سكانها بـ 0 نسمة بحسب إحصاء 2016.